# Kasteel van Nieuwerkerken
Het Kasteel van Nieuwerkerken is een kasteelhoeve, gelegen aan Kerkstraat 160 te Nieuwerkerken.

## Gebouw
Het betreft een gesloten en omgrachte bakstenen hoeve, die uit de 17e en de eerste helft van de 18e eeuw stamt. Het geheel wordt bereikt via een oprijlaan, waaraan zich een bakstenen kapel bevindt uit de eerste helft van de 18e eeuw, met rechthoekige plattegrond, voorzien van een tentdak.
De binnenplaats van de hoeve wordt via een brug betreden door een hoog poortgebouw aan de zuidzijde, waarin zich een duiventil bevindt. Dit wordt door een mansardedak gedekt. Links daarvan bevindt zich het woonhuis (1e helft 18e eeuw) en aan de rechterzijde een grote stal. De noordzijde wordt ingenomen door een stal, waarvan de kern, gezien het jaartal, uit 1648 stamt.
De westvleugel wordt ingenomen door een mogelijk voormalig knechtenkwartier, terwijl de oostvleugel een schuur is, en op een sluitsteen het jaartal 1734 draagt.
Het geheel is landschappelijk waardevol gelegen.
Deze kasteelhoeve diende tijdens de beloken tijd tot toevluchtsoord voor de zusters van de Abdij van Nonnenmielen.